# Aresing
Aresing ist eine Gemeinde im oberbayerischen Landkreis Neuburg-Schrobenhausen.

## Geografie

### Lage
Die Gemeinde liegt in der Planungsregion Ingolstadt, vier Kilometer südlich von Schrobenhausen.

### Gemeindeteile
Es gibt 10 Gemeindeteile (in Klammern ist der Siedlungstyp angegeben):
- Aresing (Pfarrdorf)
- Autenzell (Kirchdorf)
- Gütersberg (Weiler)
- Hengthal (Einöde)
- Neuhof (Einöde)
- Niederdorf (Dorf)
- Oberlauterbach (Pfarrdorf)
- Oberweilenbach (Dorf)
- Rettenbach (Kirchdorf)
- Unterweilenbach (Kirchdorf)

Es gibt die Gemarkungen Aresing, Oberlauterbach, Rettenbach und Unterweilnbach.

## Geschichte

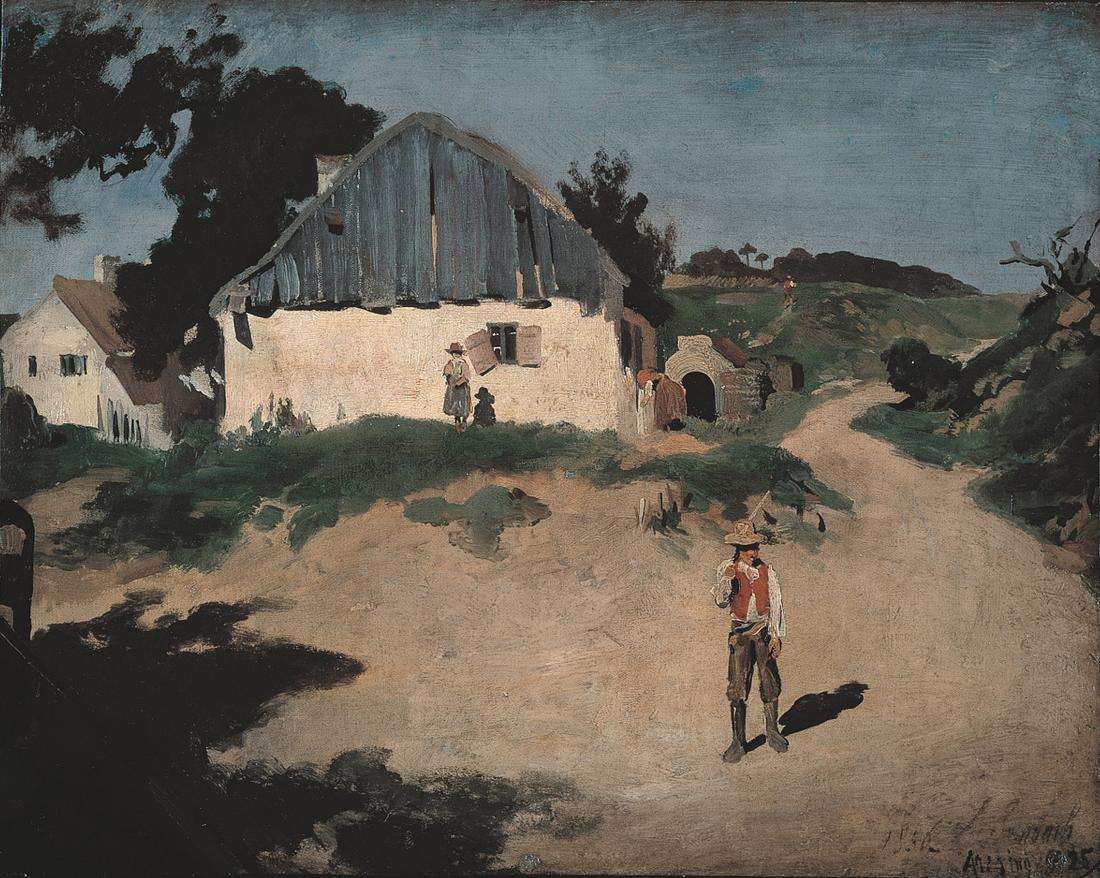
Franz von Lenbach: Dorfstraße in Aresing (1856, Öl auf Leinwand)

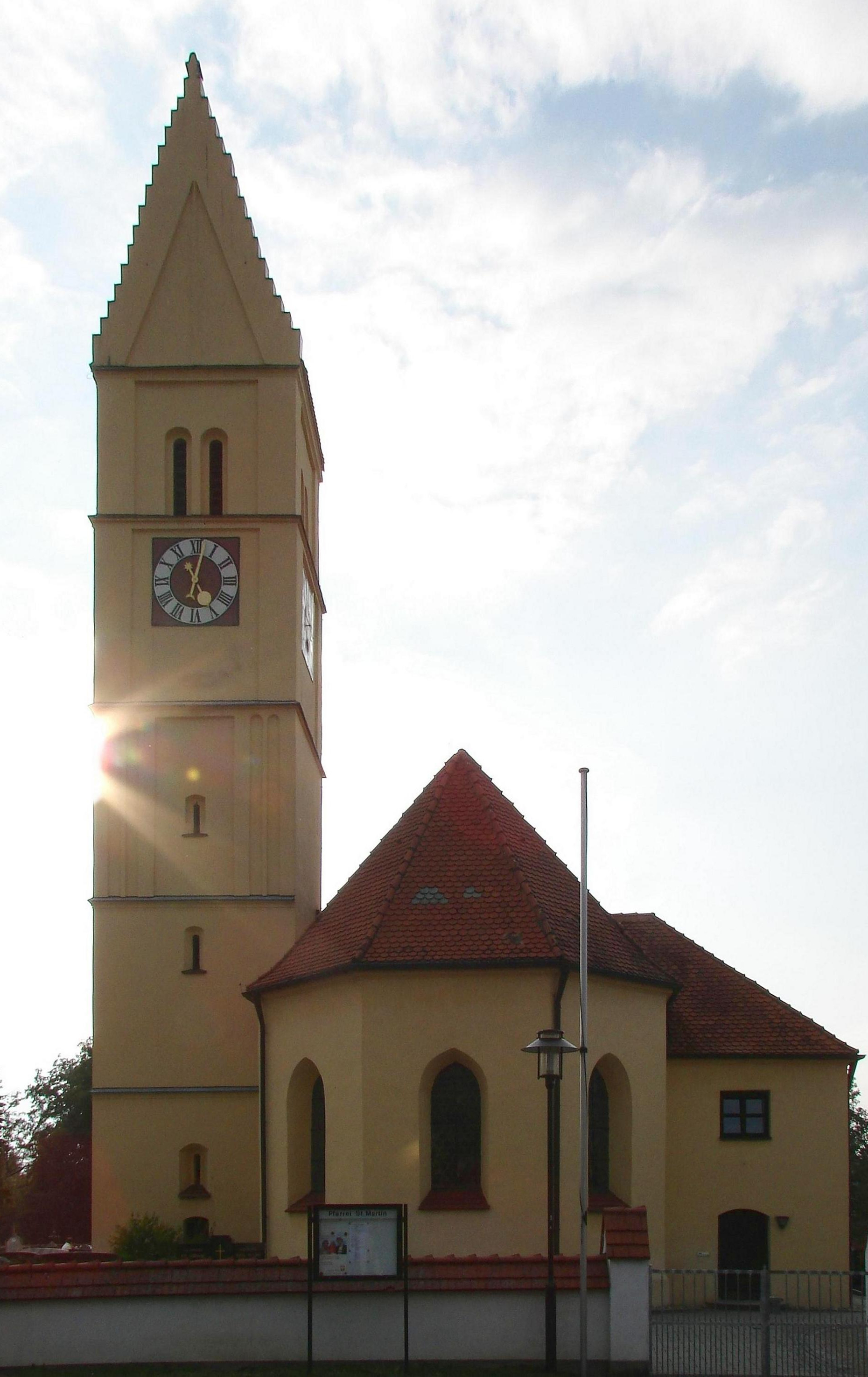
Pfarrkirche St. Martin in Aresing

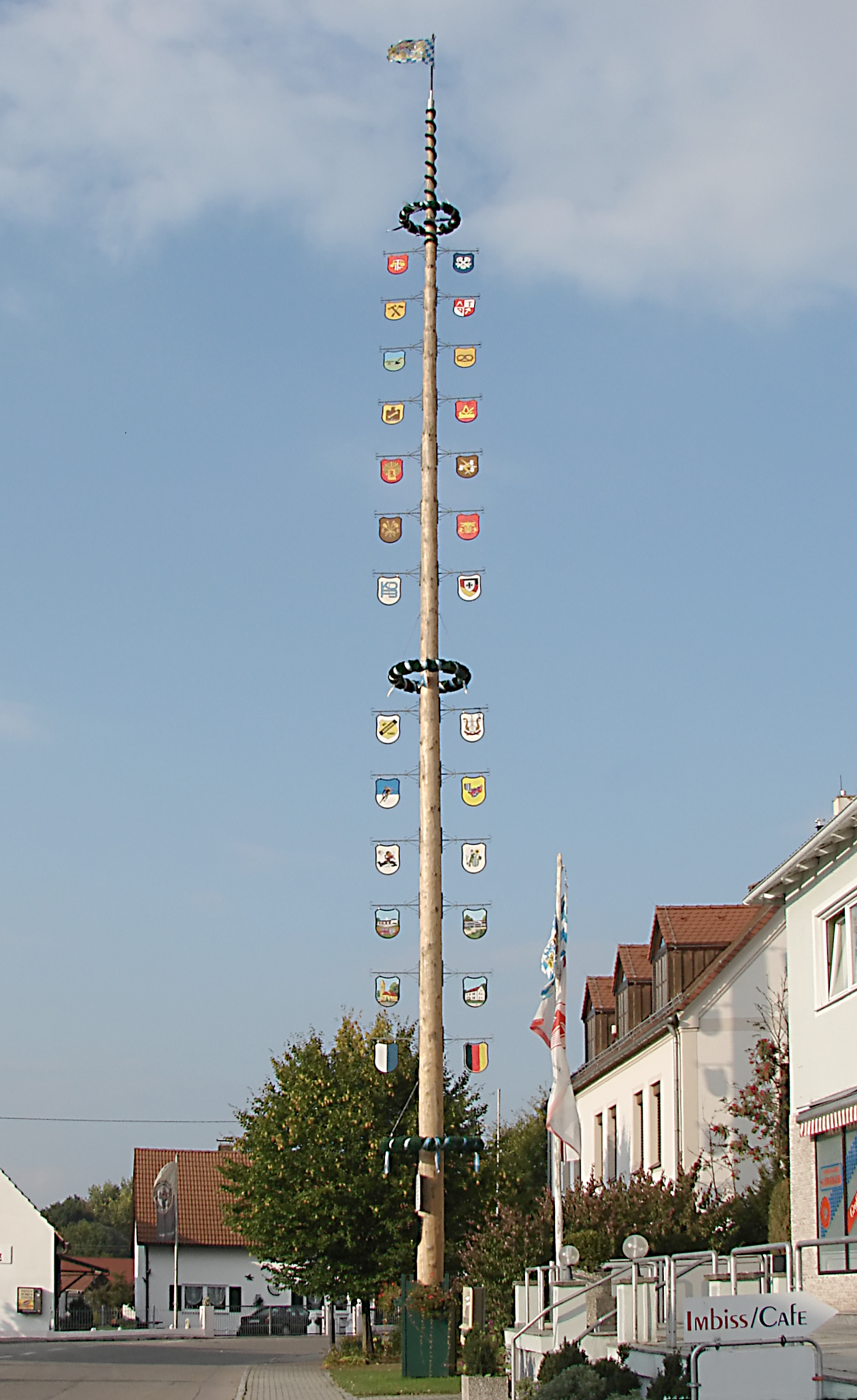
Maibaum vor dem Rathaus

Aresing gehörte zum Rentamt München und zum Landgericht Schrobenhausen des Kurfürstentums Bayern. Im Zuge der Verwaltungsreformen in Bayern entstand mit dem Gemeindeedikt von 1818 die Gemeinde Aresing. Durch die Gebietsreform vom 1. Juli 1972 wurden die bis dahin selbstständigen Gemeinden Aresing, Lauterbach, Rettenbach und Weilenbach zusammengelegt. Von Mai 1978 bis Dezember 1979 gehörte Aresing vorübergehend zur Verwaltungsgemeinschaft Schrobenhausen.
Die Bischof-Sailer-Volksschule wurde nach dem 1751 in Aresing geborenen und im Ort aufgewachsenen katholischen Theologen Johann Michael Sailer benannt, der von 1829 bis zu seinem Tod 1832 Bischof von Regensburg war. 
Der Aresinger Kunstmaler Johann Baptist Hofner (1832–1913), der vor allem als Tiermaler bekannt wurde, war mit dem aus Schrobenhausen stammenden „Münchner Malerfürsten“ Franz von Lenbach (1836–1904) befreundet. Lenbach wohnte 1853 bei Hofner in Aresing und besuchte danach häufig den Ort, um dort gemeinsam mit Hofner und später mit Studenten der Akademie der Bildenden Künste in München zu malen. Dabei schuf Lenbach unter anderem 1856 sein Ölgemälde Dorfstraße von Aresing, das sich heute in der Neuen Pinakothek in München befindet. Von Hofner stammen das Deckengemälde und der Kreuzweg in der 1859 von Grund auf erneuerten Pfarrkirche St. Martin.

### Eingemeindungen
Im Zuge der Gebietsreform in Bayern wurden am 1. Juli 1972 die Gemeinden Lauterbach (bestehend aus den Orten Oberlauterbach, Hengthal und Niederdorf), Rettenbach (mit Gemeindeteil Autenzell) sowie aus der aufgelösten Gemeinde Weilenbach die Orte Gütersberg, Neuhof, Oberweilenbach und Unterweilenbach eingegliedert.

### Einwohnerentwicklung
Zwischen 1988 und 2018 wuchs die Gemeinde von 2364 auf 2855 Einwohner bzw. um 20,8 %.
- 1961: 1690 Einwohner
- 1970: 1857 Einwohner
- 1987: 2341 Einwohner
- 1991: 2541 Einwohner
- 1995: 2740 Einwohner
- 2000: 2773 Einwohner
- 2005: 2707 Einwohner
- 2010: 2684 Einwohner
- 2015: 2745 Einwohner
- 2018: 2855 Einwohner

## Politik

### Bürgermeister und Gemeinderat
Erster Bürgermeister ist Klaus Angermeier (CSU). Er wurde bei den Kommunalwahlen 2014 mit 60,8 % der Stimmen gewählt. Gegenkandidaten waren Georg Haas von den Freien Wählern (31,7 %) und Hubert Mayr von der SPD (7,5 %). Angermeier wurde am 15. März 2020 mit 92,8 % (ohne Mitbewerber) im Amt bestätigt. Sein Vorgänger war Horst Rössler (SPD).

### Gemeinderat
Es gilt folgende Sitzverteilung im Gemeinderat:
| Partei / Liste                  | Wahl 2020     | Wahl 2020 |
| Partei / Liste                  | Stimmenanteil | Sitze     |
| ------------------------------- | ------------- | --------- |
| Freien Wähler Einigkeit Aresing | 49,0 %        | 7         |
| CSU                             | 36,8 %        | 5         |
| SPD                             | 14,1 %        | 2         |
| Gesamt                          | 100 %         | 14        |
| Wahlbeteiligung                 | 69,2 %        | 69,2 %    |

### Gemeindesteuern
Die Gemeindesteuereinnahmen betrugen 4.693.000 € (Jahr 2019); davon waren 2.456.000 € (netto) Gewerbesteuereinnahmen und 1.856.000 € Gemeindeanteil an der Einkommensteuer.

### Wappen
| | Blasonierung: „Zweimal gespalten; vorne in Blau eine aufrechte goldene Ähre, in der Mitte in Silber ein blauer Wellenpfahl, hinten in Blau ein aufrechtes goldenes Schwert.“ |
| Wappenbegründung: Durch die zweifache Spaltung wird das Wappen in drei Felder geteilt, die auf die drei ehemaligen alten Ortsteile Weham, Sonnenham und Bauerngasse hinweisen. Die goldene Ähre stammt aus dem Wappen des in Aresing geborenen Johann Michael Sailer. Der Wellenpfahl weist auf die Lage im breiten Tal der Weilach hin. Das Schwert symbolisiert St. Martin als Patron der Pfarrkirche. Wappenführung seit 1964 | |

## Wirtschaft und Infrastruktur
2014 gab es nach der amtlichen Statistik im Ort 635 sozialversicherungspflichtige Arbeitsplätze; 1189 Einwohner der Gemeinde standen in einem versicherungspflichtigen Beschäftigungsverhältnis, so dass die Zahl der Auspendler um 554 höher war als die der Einpendler.
2016 gab es 48 landwirtschaftliche Betriebe, die insgesamt eine Fläche von 1509 ha bewirtschafteten. 

## Bildung
In der Gemeinde bestehen folgende Einrichtungen:
- Katholischer Kindergarten (und Kinderkrippe) St. Martin mit 125 Plätzen; am 1. März 2018 wurden 115 Kinder betreut.
- Bischof-Sailer-Grundschule mit fünf Lehrkräften und 101 Schülern (Schuljahr 2020/2021)[9]
- Mittelschule Aresing mit zwölf Lehrkräften und 108 Schülern (Schuljahr 2020/2021; räumlich und organisatorisch mit der Grundschule verbunden)[10]
- Außenstelle Aresing der Dr.-Walter-Asam-Schule, Sonderpädagogisches Förderzentrum Neuburg an der Donau;[11] die Bezeichnung „Erwin-Lesch-Schule“ für die Aresinger Einrichtung ist seit 1. August 2005 gegenstandslos durch Eingliederung in das Neuburger Zentrum.[12]

## Töchter und Söhne der Gemeinde
- Johann Michael Sailer (1751–1832), katholischer Theologe und Bischof von Regensburg[13]
- Johann Baptist Hofner (1832–1913), Maler
- Michael M. Lutz (1912–1995), Maler
- Alois Haas (1928–2007), katholischer Theologe und Päpstlicher Ehrenprälat. Haas, gebürtig im damals noch eigenständigen Weilach, feierte 1955 seine Primiz in seiner Aresinger Heimatpfarrei. Sein Nachlass ist im Besitz der Gemeinde; darunter sind mehr als 3000 Bücher, alle 41 von Johann Michael Sailer verfassten Bände und 120 Fotobände.
- Werner Zuber (* 1964), römisch-katholischer Theologe, Kirchenmusiker und Organist
- Arik Braun (* 1988), Schachspieler (Deutscher Meister 2009)